# Voevodul Mihail, Bolgrad
Voevodul Mihail (în ucraineană Червоне, transliterat: Cervone) este un sat în comuna Borodino din raionul Bolgrad, regiunea Odesa, Ucraina.

## Demografie
Componența lingvistică a localității Voevodul Mihail
     Bulgară (76,35%)
     Găgăuză (8,08%)
     Ucraineană (6,15%)
     Rusă (5,19%)
     Română (4,04%)
Conform recensământului din 2001, majoritatea populației localității Voevodul Mihail era vorbitoare de bulgară (76,35%), existând în minoritate și vorbitori de găgăuză (8,08%), ucraineană (6,15%), rusă (5,19%) și română (4,04%).